# Henk Chin A Sen

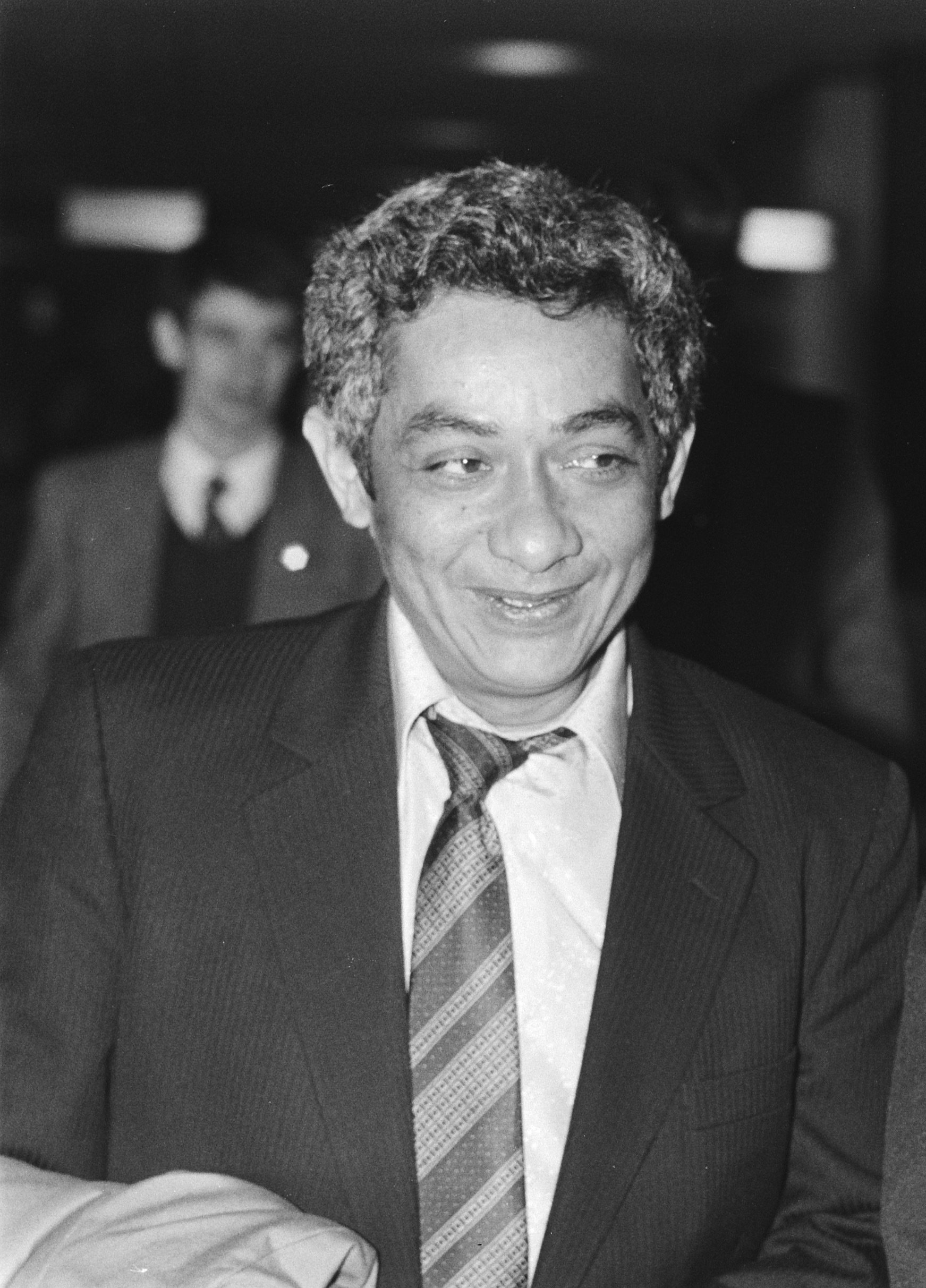
Henk Chin A Sen

Hendrick „Henk“ Rudolf Chin A Sen (* 18. Januar 1934 in Albina, Suriname; † 11. August 1999 in Paramaribo) war ein surinamischer Internist und Politiker. Von 1980 bis 1982 war er Staatspräsident.

## Ausbildung
Chin A Sen studierte Medizin und war von 1959 bis 1961 als Hausarzt in Paramaribo tätig. Nach seiner Weiterbildung zum Internisten in den Niederlanden arbeitete er im St. Vinzentius Krankenhaus in Paramaribo. Er wurde in dieser Zeit Mitglied der Partei Nationalistische Republik (PNR), die nach Unabhängigkeit von den Niederlanden strebte. Hier war er allerdings eher passives Mitglied.

## Politik
Nach dem Militärputsch vom 25. Februar 1980, der Desi Bouterse und seinen Nationalen Militär Rat (NMR) an die Macht gebracht hatte, wurde Chin A Sen am 15. März 1980 Ministerpräsident von Suriname. Die Ernennung des nicht aktiv tätigen Politikers war eine große Überraschung. Er formte ein links gerichtetes Kabinett, in das auch Mitglieder des NMR berufen wurden. Kurz nach seinem Amtsantritt wurde deutlich, dass er zur Demokratie zurückkehren und die Macht der Militärs einschränken wollte. Im Mai 1980 verabschiedete das Parlament ein Gesetz, das die Macht der Regierung auf Kosten des Parlaments verstärkte. Dies wurde damals für erforderlich gehalten, um die bestehenden Probleme in Suriname entschlossen lösen zu können. Nachdem Präsident Johan Ferrier zurückgetreten war, übernahm Chin A Sen auch dieses Amt.
Durch interne Streitigkeiten im NMR konnte Chin A Sen zunächst seine Macht ausbauen. Nachdem allerdings die Probleme innerhalb des NMR behoben waren, brach ein ernsthafter Konflikt zwischen Bouterse und Chin A Sen über den politischen Kurs aus. Bouterse strebte eine Gesellschaft auf sozialistischer und revolutionärer Basis mit dem NMR als starker Kraft an, während Chin A Sen wieder demokratische Spielregeln einführen wollte. Ein durch Chin A Sen eingereichter Verfassungsentwurf wurde 1981 durch den NMR abgewiesen, wodurch sich die Spannungen zwischen der Regierung und den Militärs weiter verstärkten. Dies alles führte dazu, dass Chin A Sen am 4. Februar 1982 als Staatspräsident abtrat. Noch im selben Jahr suchte und fand er in den Niederlanden politisches Asyl.

## Späte Jahre
Nach den Morden an 15 Oppositionellen durch Militärs, am 8. Dezember 1982 im Fort Zeelandia in Paramaribo, wurde Chin A Sen in den Niederlanden zum Vorsitzenden des Rates zur Befreiung von Suriname gewählt. In dieser Eigenschaft nahm er auch Kontakt mit Ronnie Brunswijk und seinem Dschungelkommando auf, der einen bewaffneten Streit gegen Bouterse führte. Bei einem Bombenanschlag in Rijswijk 1985 während einer Sitzung des Rates zur Befreiung von Suriname, kamen 3 Menschen ums Leben. Dieser Anschlag war wahrscheinlich gegen Chin A Sen gerichtet, der in diesem Moment allerdings nicht anwesend war. Im Jahre 1995 kehrte Chin A Sen nach Paramaribo zurück, wo er seine Arbeit als Internist wieder aufnahm. Henk Chin A Sen starb im Alter von 65 Jahren in Paramaribo.